# Festkomitee Kölner Karneval
Das Festkomitee Kölner Karneval von 1823 e. V. versteht sich als Interessenvertretung der meisten im Kölner Karneval tätigen Gesellschaften und Vereine. Es wird von einem fünfköpfigen geschäftsführenden Vorstand vertreten, der von einem Präsidenten und zwei Vizepräsidenten geleitet wird.
Als seine Hauptaufgabe betrachtet das Festkomitee die Traditions- und Brauchtumspflege des Kölner Karnevals, den die Organisation in seiner Ursprünglichkeit bewahren will. Dies umfasst auch die Aufstellung des Kölner Dreigestirns sowie die Organisation der großen Veranstaltungen, allen voran des Kölner Rosenmontagszugs. Innerhalb des organisierten Karnevals in Köln verfügt die von vielen ehrenamtlich tätigen Mitgliedern unterstützte Organisation daher über großen Einfluss, und sie trägt aus dem Hintergrund maßgeblich zum Erscheinungsbild des Festes in der Öffentlichkeit bei.

## Geschichte
Das erste Treffen, das zur Gründung der Grossen Karnevalsgesellschaft (heutige Die Grosse von 1823) führte, fand wohl im November 1822 im Weinhäuschen an St. Ursula statt, wohl im heutigen Brauhaus Schreckenskammer, wahrscheinlich auf Initiative von Mitgliedern der Olympischen Gesellschaft Köln, Ferdinand Franz Wallraf, Matthias Joseph de Noël und deren Freundeskreis sowie Mitgliedern des Literaturkränzchens, die die Ideen für die Festgestaltung lieferten. Hierzu gehörten u. a. Ernst Weyden, Christian Samuel Schier, Johann Baptist Rousseau, Wilhelm Smets, Johann Baptist Farina und Emanuel Ciolina Zanoli. Nach zwölf Wochen Vorbereitungszeit fand am 10. Februar 1823 der erste Kölner Rosenmontagszug statt.
Ab dem Folgejahr trafen sich die Mitglieder der Grossen Karnevalsgesellschaft jährlich um Neujahr zu einer Generalversammlung, um aus ihren Reihen ein „Festordnendes Comitée“ zu wählen, das die Organisation des folgenden Karnevalsfestes übernehmen sollte. Zum ersten Präsidenten und Sprecher wurde Heinrich von Wittgenstein gewählt. 
1882 kam es zu einer Vereinsspaltung, da der Präsident August Wilcke nach internen Streitigkeiten von seinem Amt zurücktrat und mit seinen Anhängern eine eigene Gesellschaft, die Kölner Karnevalsgesellschaft, gründete. Fritz Hönig  wurde zum neuen Präsidenten der Grossen KG gewählt. Nun beanspruchten zwei große Karnevalsvereine die führende Stellung im Karneval, was zu Schwierigkeiten in der Festgestaltung und der Organisation der Veranstaltungen führte und zur Folge hatte, dass 1883 – ähnlich wie 1844 und 1845 – zwei große Maskenzüge durch Köln gingen.
1888 vermittelten Bürgermeister Karl Ferdinand Thewalt und Fritz Hönig zwischen den beiden Vereinsvorständen, und schließlich einigten sich diese im Januar 1888 darauf, gemeinsam ein „Maskenzug-Comite“ unter dem Vorsitz von Hönig zu bilden. Erstmals hatte 1888 also nicht mehr die Grosse KG, sondern ein Festkomitee die Leitung über den Maskenzug. Das Komitee wurde in den folgenden Jahren zu einer festen Institution, indem die beiden großen Karnevalsgesellschaften gemeinsam über die Festgestaltung bestimmten. 
1889 wurde das Festordnende Komitee ins Vereinsregister eingetragen, wobei der Präsident der Grossen KG weiterhin bis 1908 gleichzeitig auch Präsident des Komitees war. Dann einigten sich die beiden großen Karnevalsgesellschaften auf einen jährlichen Wechsel im Präsidium des Festkomitees.

## Ordnung versus Ausgelassenheit
War der „Fastelovend“ über lange Zeit vom ausgelassenen, anarchischen und berauschten Treiben der unteren sozialen Schichten geprägt, begehrte nun auch das Bürgertum eine ihm angemessene Gestaltung der Feierlichkeiten nach italienischem Vorbild. Hierzu wurden neue Überlegungen 1823 umgesetzt, einen ersten Maskenzug am Karnevalsmontag rund um den Kölner Neumarkt zu organisieren. Auch der Held Karneval als eingesetzte Identifikationsfigur – Vorläufer des Prinz Karneval – hatte 1823 seinen ersten Auftritt.
Der Widerspruch zwischen dem unorganisierten, ausgelassenen Fastelovend des einfachen Volkes und dem durchstrukturierten und fest geregelten organisierten Vereinskarneval, der heute als von Ritualen und Symbolen ebenso wie von Macht, Beziehungen, Ämtern und Posten geprägt erlebt wird, war stets spürbar. Karl Immermann ließ bereits 1830 seinen Protagonisten in der Erzählung Der Karneval und die Somnambule über den Widerspruch zwischen Ausgelassenheit und regelnder Organisation nachdenken:
„Ein festordnendes Komitee wird lange vor den Faschingstagen ernannt; Generalversammlungen und Spezialausschüsse bestimmen, welche Scherze im allgemeinen und welche im besonderen gemacht werden sollen; eine eigene Karnevalszeitung erscheint in verschiedenen Nummern und hat einen verantwortlichen Redakteur – kurz, nichts unterbleibt, was der Sache eine gewisse Konsistenz und Konsequenz geben kann. Die alte tolle Stadt Köln, wie sie sich selbst in jener Periode nennt, schickt sich zu ihrer Unvernunft mit Überlegung an und verschmäht es, wie ein unbesonnener Backfisch von sechzehn Jahren blind hineinzuspringen.“

## Karnevalsgesellschaften
Das Festkomitee des Kölner Karneval ist die Gesamtinteressenvertretung von über 140 Kölner Karnevalsgesellschaften.
Ordentliche GesellschaftenDie Ordentlichen Gesellschaften sind stimmberechtigte Vollmitglieder des Festkomitees. Mit Stand Dezember 2022 waren dies 77 Gesellschaften und Vereine.
Hospitierende Gesellschaften
Die Hospitierenden Gesellschaften sind Gesellschaften mit Anwartschaft auf Stimmberechtigung und Vollmitgliedschaft. Im Dezember 2022 waren es 34 Gesellschaften und Vereine.
Fördernde Gesellschaften
Die Fördernden Gesellschaften unterstützen und fördern den Kölner Karneval und das Festkomitee. Es gibt 30 dem Festkomitee angeschlossene Fördernde Gesellschaften.
Tanzgruppen
Dem Festkomitee sind 30 Tanzgruppen und Tanzkorps angeschlossen. (Stand April 2023)
Kinder- und Jugendtanzgruppen
Es gibt 32 Kinder- und Jugendtanzgruppen im Festkomitee Kölner Karneval. (Stand April 2023)

## Traditionskorps und -gesellschaften
Als Traditionskorps werden neun Karnevalsgesellschaften bezeichnet, die vom Festkomitee Kölner Karneval diese Ehrenbezeichnung verliehen bekommen haben. Die aktuellen Traditionskorps sind alle vor 1926 gegründet worden. Neben den vier Urtraditionskorps Rote Funken, Blaue Funken, EhrenGarde der Stadt Köln 1902 und Prinzen-Garde Köln 1906 wurde 1968 die Korpsgesellschaft Altstädter Köln 1922 vom Festkomitee mit diesem Titel ausgezeichnet. 2001 bekamen die Kölner Karnevalsgesellschaft Nippeser Bürgerwehr von 1903, die Bürgergarde „blau-gold“ von 1904, die KG Treuer Husar und das Reiter-Korps „Jan von Werth“ diesen Titel durch den damaligen Festkomiteepräsidenten Hans-Horst Engels verliehen. Als Traditionsgesellschaft werden jene Karnevalsgesellschaften bezeichnet, die älter als 111 Jahre sind und diese Ehrenbezeichnung vom Festkomitee verliehen bekommen haben.

## Kölner Karneval und Krisen
1991, anlässlich des Zweiten Golfkriegs, entschied das Festkomitee aus politischen Gründen die Absage der wesentlichen Karnevalsfeierlichkeiten: Es gab keinen organisierten Rosenmontagszug. Die Kölner zogen am Rosenmontag trotzdem, unorganisiert zwar, durch die Straßen und Kneipen, wobei Kriegsgegner nicht ohne Erfolg versuchten, ihre politischen Anliegen in das Treiben zu integrieren. Neben entsprechenden politischen Festwagen am Rosenmontag formierte sich auch der zunächst vom Festkomitee unabhängige Geisterzug als Ausdrucksform des alternativen Karnevals. Im Laufe der Jahre gab es Annäherungen zwischen Festkomitee und alternativen Karnevalisten. So konnte der alternative Geisterzug mehrfach nur dank der Zuschüsse des Festkomitees stattfinden.
Auch die Covid-19-Pandemie machte den Kölnern einen Strich durch die Rechnung: Rosenmontag 2021 präsentierte das Festkomitee mit dem Hänneschen-Theater den „ausgefallensten Rosenmontagszug“, den der WDR im Fernsehen übertrug. Da der große Zug aufgrund der Pandemie nicht stattfinden durfte, gab es ihn auf 70 Metern Länge en miniature mit 26 Wagen und 177 Puppen auf einer 32 Meter messenden Bühne in der Wagenbauhalle des Festkomitees.
Am Rosenmontag 2022 wurde das im Rheinenergiestadion geplante Rosenmontagsfest kurzfristig abgesagt, als Russland an Weiberfastnacht die Ukraine überfiel. Stattdessen wurde in der Innenstadt eine Friedensdemonstration durchgeführt. Die Persiflagen wurden in Form einer Ausstellung auf verschiedenen Plätzen in Köln gezeigt und für alle Jecken frei zugänglich. Die Wagen, die auf die Situation in Osteuropa hinweisen, standen dabei im Mittelpunkt.

## Kölner Karnevalsmuseum
Seit 2005 betreibt das Festkomitee Kölner Karneval ein eigenes Museum in Köln-Ehrenfeld, wo sich auch die Wagenbauhalle für die Persiflagen des Rosenmontagszuges befindet. Es ist das größte Karnevalsmuseum in Deutschland. Aktuell ist das Museum bis auf weiteres geschlossen.

## Belege
1. ↑  Karneval Köln: Warum die Chronisten des 200-Jahr-Jubiläums falsch liegen – WELT. Abgerufen am 19. Februar 2023.
2. ↑  Klersch 1961, S. 83
3. ↑  Walter 1898, Nr. 2 Sp. 31
4. ↑  Neuhaus 1914, S. 12–15
5. ↑  Zöller 1982, S. 15
6. ↑  https://grossekoelner.de/historie.html
7. ↑  Nadine Beck, Christoph Laugs, Sören Riebenstahl, Christina Rosseaux, Lucia Seethaler, Joachim E. Zöller: 200 Jahre organisierter Kölner Karneval, Die Geschichte des Kölner Karnevals und der ersten Traditionsgesellschaft „Die Grosse von 1823 KG e. V. Köln“. Herausgegeben von Die Grosse von 1823 Karnevalsgesellschaft e. V. Köln, Jonas Verlag 2022, ISBN 978-3-89445-596-5
8. ↑  Gesellschaften. Festkomitee Kölner Karneval, abgerufen am 28. April 2023 (Reiter „Ordentliche Gesellschaften“).
9. ↑  Gesellschaften. Festkomitee Kölner Karneval, abgerufen am 28. April 2023 (Reiter „Hospitierende Gesellschaften“).
10. ↑  Gesellschaften. Festkomitee Kölner Karneval, abgerufen am 28. April 2023 (Reiter „Fördernde Gesellschaften“).; In der Aufstellung sind noch weitere Förderer, wie beispielsweise die Musikgruppe Räuber enthalten.
11. ↑  Gesellschaften. Festkomitee Kölner Karneval, abgerufen am 28. April 2023 (Reiter „Tanzgruppen“).
12. ↑  Gesellschaften. Festkomitee Kölner Karneval, abgerufen am 28. April 2023 (Reiter „Kinder- und Jugendtanzgruppen“).
13. ↑  Die Traditionskorps im Kölner Karneval, abgerufen am 31. Januar 2014.
14. ↑  Rosenmontag 2021. Hänneschen-Theater, abgerufen am 15. Februar 2021.
15. ↑  Kölner Rosenmontagszug 2021: Zugleiter Holger Kirsch stellt erste Wagen vor – Kölner Karneval. Archiviert vom Original (nicht mehr online verfügbar) am 10. Februar 2021; abgerufen am 15. Februar 2021.
16. ↑  Der Kölner Rosenmontagszug 2021 findet statt – als Puppenspiel in Kooperation mit dem Hänneschen-Theater – Kölner Karneval. Archiviert vom Original (nicht mehr online verfügbar) am 3. März 2021; abgerufen am 15. Februar 2021.
17. ↑  Rosenmontagszug en miniature auf youtube.com Abgerufen am 16. Februar 2021
18. ↑  Karneval in Köln: Kleines Rosenmontagsfest statt großem Zoch geplant. 27. Dezember 2021, abgerufen am 21. Juni 2023.
19. ↑  Friedensdemonstration am Rosenmontag geplant. Abgerufen am 16. Januar 2023.
20. ↑  Karnevalsmuseum & Veranstaltungshalle – Kölner Karneval. Abgerufen am 15. Februar 2021.
21. ↑  Das jeckste Museum Kölns. In: koeln.de. Abgerufen am 9. Februar 2020.
22. ↑  Karnevalsmuseum – Kölner Karneval. Abgerufen am 21. Juni 2023.